# Tordur Niclasen
Tordur Niclasen, född 20 april 1950 i Sørvágur, är en färöisk sjuksköterska och politiker. Sedan 1983 är han föreståndare för sjuk- och ålderdomshemmet på Eysturoy.
1984 valdes Niclasen in i lagtinget för Kristiligi Fólkaflokkurin. 1994 hoppade han av partiet (som därmed miste ett mandat i lagtinget) och bildade det nya partiet Miðflokkurin som han kom att vara lagtingsman för till 1998. Niclasen var social- och folkhälsominister från januari till juli 1989.
Niclasen var kommunalråd i Eiði från 2001 till 2009, då han inte ställde för omval.